# Pecha Kucha
Pecha Kucha (jap. ペチャクチャ) – rodzaj prezentacji multimedialnej składającej się z 20 slajdów pokazywanych po 20 sekund każdy, czyli trwającej 6 minut 40 sekund. Taki charakter prezentacji ma zapewnić jej dynamikę oraz żywiołowość, a relatywnie krótki czas trwania - skupienie i uwagę. Pytania i dyskusja wstrzymywane są do zakończenia pokazu.
Wymyślona przez Astrid Klein i Marka Dythama w 2003 na potrzeby spotkań o architekturze organizowanych przez nich w Tokio. 
Pierwotnie przeznaczona do prezentowania projektów z dziedzin kreatywnych, np. sztuki, mody, architektury. 
Nazwa jest japońskim określeniem dźwięków rozmowy.